# Semele zalosa
Semele zalosa is een tweekleppigensoort uit de familie van de Semelidae. De wetenschappelijke naam van de soort is voor het eerst geldig gepubliceerd in 1994 door Chesney & Oliver.